# خرتسگوواچکا گولشا
خرتسگوواچکا گولشا (به صربی: Hercegovačka Goleša) یک منطقهٔ مسکونی در صربستان است.